# Gymnospermium darwasicum
Gymnospermium darwasicum är en berberisväxtart som först beskrevs av Eduard August von Regel, och fick sitt nu gällande namn av Armen Tachtadzjan. Gymnospermium darwasicum ingår i släktet Gymnospermium och familjen berberisväxter. Inga underarter finns listade i Catalogue of Life.